# Norički Vrh
Norički Vrh je naselje v Občini Gornja Radgona.